# Санта-Маргарида-да-Котада
Санта-Маргарида-да-Котада (порт. Santa Margarida da Coutada)  —  район (фрегезия) в Португалии,  входит в округ Сантарен. Является составной частью муниципалитета  Конштансия. По старому административному делению входил в провинцию Рибатежу. Входит в экономико-статистический  субрегион Медиу-Тежу, который входит в Центральный регион. Население составляет 1854 человека на 2001 год. Занимает площадь 58,77 км².